# روي كومادا
روي كومادا (باليابانية: 熊田瑠偉) هو لاعب كرة قدم ياباني، ولد في 5 سبتمبر 1992 في أوساكا في اليابان. لعب مع نادي ألبيريكس نيغاتا.

## وصلات خارجية
- روي كومادا على موقع قاعدة بيانات كرة القدم.إي يو (الإنجليزية)
- روي كومادا على موقع Soccerway.com (الإنجليزية)